# Penaeopsis rectacuta
Penaeopsis rectacuta är en kräftdjursart som först beskrevs av Charles Spence Bate 1881.  Penaeopsis rectacuta ingår i släktet Penaeopsis och familjen Penaeidae. Inga underarter finns listade i Catalogue of Life.